# At-Talaq
At-Talaq  (arabe : سُورَةُ ٱلطَّلَاقِ, français : Le Divorce) est le nom traditionnellement donné à la 65e sourate du Coran, le livre sacré de l'islam. Elle comporte 12 versets. Rédigée en arabe comme l'ensemble de l'œuvre religieuse, elle fut proclamée, selon la tradition musulmane, durant la période médinoise.

## Origine du nom
Bien que le titre ne fasse pas directement partie du texte coranique, la tradition musulmane a donné comme nom à cette sourate Le Divorce, en référence au contenu du premier verset : « 1. Ohé, le Nabi,
quand vous répudiez des femmes,
répudiez-les après leur période.
Calculez la période.
Frémissez d’Allah, votre Rabb.
Ne les expulsez pas de leurs maisons.
Elles n’en seront pas expulsées,
sauf si elles se sont adonnées à un vice manifeste.
Voici les bornes d’Allah.
Qui transgresse les bornes d’Allah
a déjà lésé son être.
Tu ne le sais pas,
mais peut-être Allah
donnera-t-il un nouvel ordre. »

## Historique
Il n'existe à ce jour pas de sources ou documents historiques permettant de s'assurer de l'ordre chronologique des sourates du Coran. Néanmoins selon une chronologie musulmane attribuée à Ǧaʿfar al-Ṣādiq (VIIIe siècle) et largement diffusée en 1924 sous l’autorité d’al-Azhar,, cette sourate occupe la 99e place. Elle aurait été proclamée pendant la période médinoise, c'est-à-dire schématiquement durant la seconde partie de la vie de Mahomet, après avoir quitté La Mecque. Contestée dès le XIXe par des recherches universitaires, cette chronologie a été revue par Nöldeke,, pour qui cette sourate est la 101e.
Un désaccord apparaît entre chercheurs sur la composition de cette sourate. Blachère la considère composée de deux parties distinctes tandis que Prémare en remarque trois. Pour l’auteur, les versets 8 à 12 (composant 2 parties) ont été artificiellement rajoutés aux versets 1 à 7.

## Interprétations

### Versets 1-7: la répudiation des femmes
Ces sept premiers versets évoquent la question de la répudiation (talâq) des femmes. Ils formeraient une élaboration de lois antérieures évoquée dans la sourate 2.
La tradition musulmane associe ces versets à un épisode de la vie de Mahomet. Ils auraient été proclamés à la suite de la répudiation d'une femme par un certain Abd Allah b. ‘Umar. Nöldeke et Schwally ont remarqué que ce récit est contredit par une autre tradition. Bell, quant à lui, considère ce récit traditionnel comme simplement hors sujet.
Les versets 2 et 3 ne formaient originellement qu'un seul verset. Ils évoquent la question de la période d’attente, période entre la proclamation de la répudiation par le mari et son effectivité. Une variante intéressante se trouve dans une lettre ancienne, datant de 721 mais qui pourrait provenir d’une faute de scribe.
De même, les versets 4 et 5 pourraient n’en former qu’un.

Texte de la sourate (Coran datant de 1874)
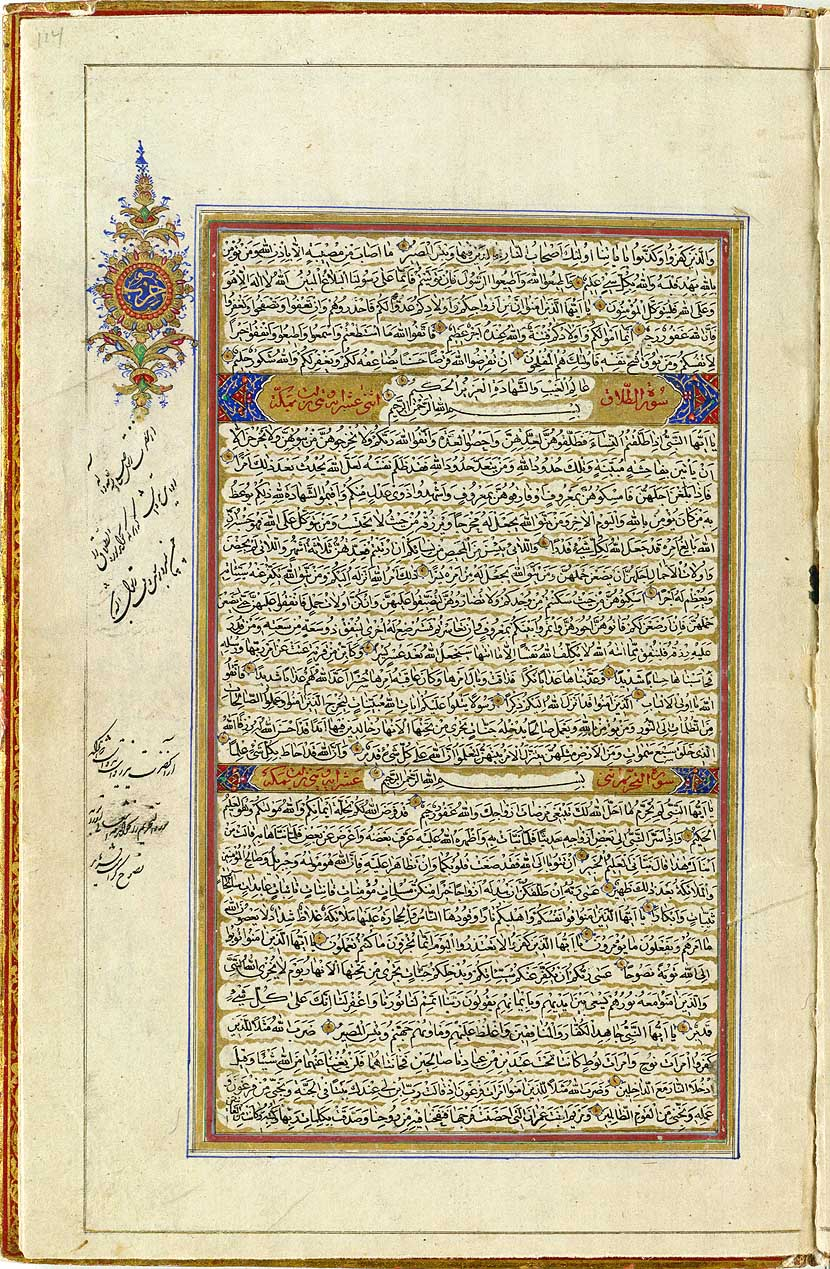